# 天主教克里斯塔兰迪亚教区
天主教克里斯塔蘭迪亞教區（拉丁語：Diocesis Cristalandiensis）是巴西一個羅馬天主教教區，屬帕爾馬斯總教區。
監督區成立於1956年3月26日，2019年7月10日升格為教區。教區位於托坎廷斯州西部和戈亞斯州西北部。2019年有教友13萬8750人、17個堂區、21名司鐸、教區候任主教為威靈頓·德·克羅斯·維耶伊拉。